# Frihamnen
Frihamnen is een deelgebied (Delområde) in het stadsdeel Centrum van de Zweedse stad Malmö. In 2013 woonden er twee mensen. Het ligt ten noorden van het deelgebied Inre hamnen en wordt gebruikt voor de opslag en overslag van goederen, grotendeels container, voor verder transport in de Oostzee.